# Gumersindo de Azcárate

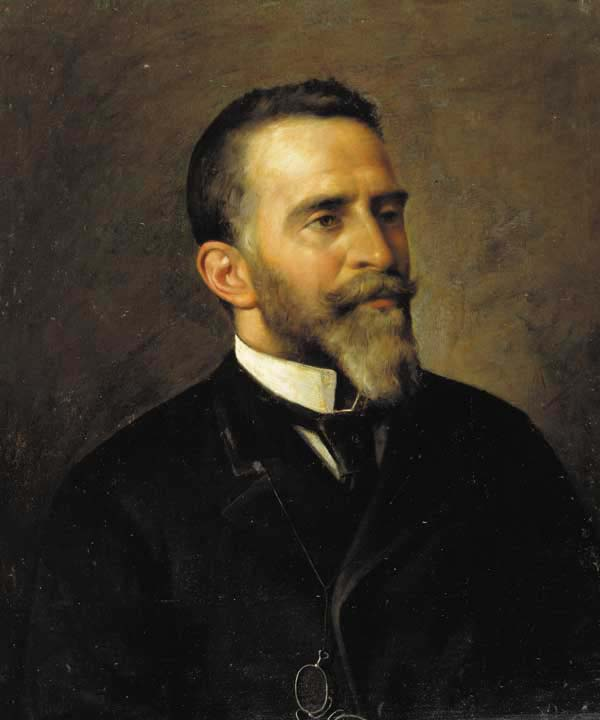
Gumersindo de Azcárate.

Gumersindo de Azcárate Menéndez-Morán, född den 13 januari 1840 i León, död den 14 december 1917 i Madrid, var en spansk jurist och politiker. Han var son till Patricio de Azcárate Corral och farbror till Pablo och Justino de Azcárate.
Azcárate studerade i Oviedo, blev 1865 juris och filosofie doktor samt 1868 lärare och 1872 professor i jämförande lagstiftning vid universitetet i Madrid. År 1868 invaldes han av sin födelsestad i cortes och representerade den sedan under skiftande regimer som övertygad republikan av moderat läggning. År 1892 blev han professor i privaträtt vid Madriduniversitetet.